# Ivalojoki
Der Ivalojoki [ˈivɑlɔjɔki] (inarisamisch Avveeljuuhâ, nordsamisch Avviljohka) ist ein 180 km langer Fluss in Finnisch-Lappland. 

## Geographie
Der Ivalojoki entspringt im Nordwesten Finnlands am Korsatunturi und fließt von Südwesten nach Nordosten in Richtung Inarisee. Anfangs durchquert der Fluss Moorlandschaften, später eine einsame, fast unbewohnte Mittelgebirgslandschaft mit aufgelassenen Goldgräbersiedlungen. Im letzten Abschnitt mäandert der Fluss stark. 
Er fließt kurz vor der Mündung durch die Ortschaft Ivalo, um dann in drei Hauptarme geteilt als Flussdelta in den Inarisee zu münden.

## Geschichte
In den 1870er Jahren gab es einen „Goldrausch“ am Ivalojoki und am benachbarten Lemmenjoki. An beiden Flüssen wird noch heute nach Gold geschürft. Es gibt zurzeit etwa 60 bis 70 Goldschürfer die Claims besitzen, in denen sie nach Gold suchen. Da nur ungefähr vier bis sechs Monate je nach Witterung gearbeitet werden kann, müssen die Goldschürfer sich beeilen, um genug Geld zu verdienen, um den extrem langen Winter zu überstehen. Der Winter dauert meist von Oktober oder November bis etwa Ende April oder sogar bis weit in den Mai hinein.
Gelegentlich kommt es im Frühjahr durch die Schneeschmelze und durch die Straßenbrücke in Ivalo, an der sich die Eismassen stauen, zu Überflutungen. Der Ortskern von Ivalo und Siedlungen, entlang der Staatsstraße 4, die zum Teil parallel zum Ivalojoki verläuft, sind dann gefährdet.

## Touristisches
Der Ivalojoki ist ein beliebter Fluss mit mäßiger Schwierigkeit, um mehrtägige Kanuwandertouren zu unternehmen. Insbesondere der mit zahlreichen Stromschnellen versehene Abschnitt von Kuttura nach Tolonen ist für Kanufahrten und Rafting beliebt.
Zu Fischen gibt es Forelle und Europäische Äsche sowie seltener Hecht und Weißfisch.